# Nethen (rivier)
De Nethen is een beek in Vlaams-Brabant die als zijrivier van de Dijle behoort tot het stroomgebied van de Schelde.

## Geografie
De Nethen ontspringt aan de rand van Bevekom. Ze stroomt van oost-zuidoost naar west-noordwest en wordt gevoed door verschillende bronnen die langs de weg naar het naburige dorp Deurne liggen. Ze is in de 13e eeuw omgeleid om de watermolen van de abdij van Hertogendal te doen draaien. Die molen, de "Forges de Litrange" maalde aanvankelijk koren maar heeft sinds de intrede van de Hertogen van Aerschot van de familie De Croy en Arenberg ook gediend als ijzersmederij. De tweede helft van haar loop vormt een deel van de scheiding tussen het Vlaams en het Waals gewest. Aan de noordelijke rand van het het gelijknamige dorp Nethen mondt ze uit in de Dijle.
In totaal legt ze een afstand af van 15,3 km (inclusief de kunstmatige afwijking over het domein van Hertogendal). Ze begint op een hoogte van 95 m om te eindigen op minder dan 30 m, wat een gemiddeld verval betekent van 0,4 %.